# Нароч (річка)
На́роч (біл. На́рач) — річка в Білорусі, в Мядельському району Мінської області. Бере початок з озера Нароч і впадає в річку Няріс.
Довжина річки 75 км. Русло дуже звивисте. Ширина при витоці 10—12 м, в зинах 30−40 м. Швидкість течії річки 2-3 км/г.Долина річки шириною 1-1,5 км. Заплава двостороння, шириною 300-600 м, нижче села Нароч Вілейського району переривчаста, вузька. Русло вище села Нароч частково каналізоване, шириною 8-16 м. Берега у верхів'я низькі, на іншому протязі круті. Під час повені середнє перевищення рівня над меженним у нижньому плині 2,5 м, максимальне 5 м (1951).
Річка Нароч — єдина, що витікає з найбільшого в Білорусі однойменного озера.